# Jackie LaVine
Jacqueline „Jackie“ Carol LaVine, nach Heirat Jackie Collins, (* 4. Oktober 1929 in Maywood, Illinois; † 21. Oktober 2022) war eine Schwimmerin aus den Vereinigten Staaten. Sie gewann bei den Olympischen Spielen 1952 eine Bronzemedaille.

## Sportliche Karriere
Jackie LaVine qualifizierte sich bereits 1948 als Ersatzschwimmerin der Staffel für die Olympischen Spiele in London, wurde aber nicht eingesetzt. In den nächsten Jahren gewann sie insgesamt fünf Meistertitel der Amateur Athletic Union. Bei den Panamerikanischen Spielen 1951 in Buenos Aires erschwamm sie über 100 Meter Freistil den zweiten Platz hinter ihrer Landsfrau Sharon Geary. Die 4-mal-100-Meter-Freistilstaffel mit Carolyn Green, Betty Mullen, LaVine und Geary gewann die Goldmedaille.
Bei den Olympischen Spielen 1952 in Helsinki erreichte die 4-mal-100-Meter-Freistilstaffel mit Evelyn Kawamoto, Jackie LaVine, Mary Louise Stepan und Jody Alderson das Finale mit der schnellsten Vorlaufzeit. Im Endlauf siegten die Ungarinnen mit 4,6 Sekunden Vorsprung vor den Niederländerinnen, die wiederum eine Sekunde Vorsprung vor der US-Staffel hatten. Mit ihrer Vorlaufzeit hätten die Amerikanerinnen die Silbermedaille gewonnen.
Jackie LaVine schwamm für den Chicago Town Club.